# Wilhelmina Christina van Nassau-Siegen
Gravin Wilhelmina Christina van Nassau-Siegen (1629 – Hildburghausen, 22 januari 1700), Duits: Wilhelmine Christine Gräfin von Nassau-Siegen, officiële titels: Gräfin zu Nassau, Katzenelnbogen, Vianden und Diez, Frau zu Beilstein, was een gravin uit het Huis Nassau-Siegen en door huwelijk gravin van Waldeck-Wildungen.

## Biografie
Wilhelmina Christina werd in 1629 geboren als de jongste dochter van graaf Willem van Nassau-Siegen en gravin Christiane van Erbach. De exacte geboortedatum en de geboorteplaats van Wilhelmina Christina zijn onbekend, ze werd op 10 juni 1629 gedoopt in Heusden, de stad waarvan haar vader sinds 1626 gouverneur was.
Graaf Willem Frederik van Nassau-Diez, de stadhouder van Friesland, noteerde in juni 1645 in zijn dagboek dat de zestienjarige Wilhelmina Christina de favoriete vriendin was van prins Willem II van Oranje, ‘die hij zoo dicwils custe als hij woude, alleen sijnde, en de borstjes tastede’. Willem had haar wel moeten beloven ‘sich deechlijck te hauden’, maar het gevolg van deze intimiteit was dat haar moeder Christiane niet wou hebben dat Wilhelmina Christina alleen bij prins Willem was, ‘doch dat sie het allebeide sochten’. Als haar moeder binnenkwam ‘maeckte prins Wilhelm den slaepert’.
Ook na het overlijden van Christiane in 1646 had de prins nog contact met Wilhelmina Christina. Zo schreef Willem Frederik in november 1648 in zijn dagboek dat Willem hem verteld had dat hij in het geheim tientallen bezoeken aan haar had afgelegd en haar tweemaal in bed had gezien, maar dat hij zich ‘degelijck’ gehouden had, ‘niet als kussen en eens geraeckt, doch en passant en op het lest’. Eerder had Willem al eens verteld dat hij Wilhelmina Christina graag ‘heel’ zou willen hebben; hij had haar liever als vrouw gehad dan wie ook.
Wilhelmina Christina huwde op 26 januari 1660 op Slot Arolsen met graaf Josias II van Waldeck-Wildungen (Wildungen, 31 juli 1636Jul. – Kandia, 8 augustus 1669Greg.), de tweede zoon van graaf Filips VII van Waldeck-Wildungen en gravin Anna Catharina van Sayn-Wittgenstein. In 1660 kreeg Josias het ambt Wildungen als apanage, later ook de ambten Wetterburg en Landau.
Wilhelmina Christina en Josias waren nauw verwant. Elisabeth van Nassau-Siegen, de grootmoeder van Josias, was de oudste zuster van de vader van Wilhelmina Christina. Ook via moederszijde was Josias verwant aan Wilhelmina Christina. Zijn overgrootmoeder, eveneens Elisabeth van Nassau-Siegen genaamd, was een jongere zuster van graaf Johan VI ‘de Oude’ van Nassau-Siegen, de overgrootvader van Wilhelmina Christina. Agnes van Wied-Runkel, de betovergrootmoeder van Josias, was een dochter van weer een andere Elisabeth van Nassau-Siegen, een jongere zuster van graaf Willem I ‘de Rijke’ van Nassau-Siegen, die ook de betovergrootvader van Wilhelmina Christina was. Tot slot stamden zowel Wilhelmina Christina als Josias af van graaf Wolraad I van Waldeck-Waldeck, Wilhelmina Christina via haar grootmoeder Magdalena van Waldeck-Wildungen.
Wilhelmina Christina overleefde haar echtgenoot bijna 31 jaar, ze overleed op 22 januari 1700 in Hildburghausen en werd op 27 januari begraven in Saalfeld.

## Kinderen
Uit het huwelijk van Wilhelmina Christina en Josias werden de volgende kinderen geboren:
1. Eleonora Louise (Slot Arolsen, 9 juli 1661 – aldaar, 25 augustus 1661).
2. Willem Filips (Slot Arolsen, 27 september 1662 – aldaar, 29 december 1662).
3. Charlotte Dorothea (Slot Arolsen, 9 oktober 1663 – aldaar, 10 december 1664).
4. Charlotte Johanna (Slot Arolsen, 13 december 1664 – Hildburghausen, 1 februari 1699), huwde in Maastricht op 2 december 1690 met hertog Johan Ernst van Saksen-Saalfeld (Gotha, 22 augustus 1658 – Saalfeld, 17 december 1729).
5. Sophia Wilhelmina (Slot Arolsen, 24 september 1666 – 13 februari 1668).
6. Maximiliaan Frederik (Slot Arolsen, 25 april 1668 – aldaar, september 1668).
7. Willem Gustaaf (Slot Arolsen, 25 april 1668 – aldaar, 21 mei 1669).

## Voorouders
| Voorouders van Wilhelmina Christina van Nassau-Siegen | Voorouders van Wilhelmina Christina van Nassau-Siegen                                                     | Voorouders van Wilhelmina Christina van Nassau-Siegen                                                     | Voorouders van Wilhelmina Christina van Nassau-Siegen                                                     | Voorouders van Wilhelmina Christina van Nassau-Siegen                                                      | Voorouders van Wilhelmina Christina van Nassau-Siegen                             | Voorouders van Wilhelmina Christina van Nassau-Siegen                             | Voorouders van Wilhelmina Christina van Nassau-Siegen                                       | Voorouders van Wilhelmina Christina van Nassau-Siegen                                    |
| ----------------------------------------------------- | --- | --- | --- | --- | --------------------------------------------------------------------------------- | --------------------------------------------------------------------------------- | ------------------------------------------------------------------------------------------- | ---------------------------------------------------------------------------------------- |
| Betovergrootouders                                    | Willem I ‘de Rijke’ van Nassau-Siegen (1487–1559) ⚭ 1531 Juliana van Stolberg-Wernigerode (1506–1580)     | George III van Leuchtenberg (1502–1555) ⚭ 1528 Barbara van Brandenburg-Ansbach (1495–1552)                | Hendrik VIII van Waldeck-Wildungen (1465–1513) ⚭ vóór 1492 Anastasia van Runkel (?–1502/03)               | Salentijn VII van Isenburg-Grenzau (vóór 1470–1534) ⚭ Elisabeth van Hunolstein-Neumagen (ca. 1475–1536/38) | Everhard XI van Erbach (1475–1539) ⚭ 1503 Maria van Wertheim (1485–1553)          | Filips van Salm-Dhaun (1492–1521) ⚭ 1514 Antoinette van Neufchatel (1496–1544)    | Wolfgang van Barby en Mühlingen (1502–1564) ⚭ 1526 Agnes van Mansfeld-Hinterort (1511–1558) | Johan II van Anhalt-Zerbst (1504–1551) ⚭ 1534 Margaretha van Brandenburg (1511–1577)     |
| Overgrootouders                                       | Johan VI ‘de Oude’ van Nassau-Siegen (1536–1606) ⚭ 1559 Elisabeth van Leuchtenberg (1537–1579)            | Johan VI ‘de Oude’ van Nassau-Siegen (1536–1606) ⚭ 1559 Elisabeth van Leuchtenberg (1537–1579)            | Filips IV van Waldeck-Wildungen (1493–1574) ⚭ 1554 Jutta van Isenburg-Grenzau (?–1564)                    | Filips IV van Waldeck-Wildungen (1493–1574) ⚭ 1554 Jutta van Isenburg-Grenzau (?–1564)                     | Everhard XII van Erbach (1511–1564) ⚭ 1538 Margaretha van Salm-Dhaun (1521–1576)  | Everhard XII van Erbach (1511–1564) ⚭ 1538 Margaretha van Salm-Dhaun (1521–1576)  | Albrecht X van Barby en Mühlingen (1534–1588) ⚭ 1559 Maria van Anhalt-Zerbst (1538–1563)    | Albrecht X van Barby en Mühlingen (1534–1588) ⚭ 1559 Maria van Anhalt-Zerbst (1538–1563) |
| Grootouders                                           | Johan VII ‘de Middelste’ van Nassau-Siegen (1561–1623) ⚭ 1581 Magdalena van Waldeck-Wildungen (1558–1599) | Johan VII ‘de Middelste’ van Nassau-Siegen (1561–1623) ⚭ 1581 Magdalena van Waldeck-Wildungen (1558–1599) | Johan VII ‘de Middelste’ van Nassau-Siegen (1561–1623) ⚭ 1581 Magdalena van Waldeck-Wildungen (1558–1599) | Johan VII ‘de Middelste’ van Nassau-Siegen (1561–1623) ⚭ 1581 Magdalena van Waldeck-Wildungen (1558–1599)  | George III van Erbach (1548–1605) ⚭ 1592 Maria van Barby en Mühlingen (1563–1619) | George III van Erbach (1548–1605) ⚭ 1592 Maria van Barby en Mühlingen (1563–1619) | George III van Erbach (1548–1605) ⚭ 1592 Maria van Barby en Mühlingen (1563–1619)           | George III van Erbach (1548–1605) ⚭ 1592 Maria van Barby en Mühlingen (1563–1619)        |
| Ouders                                                | Willem van Nassau-Siegen (1592–1642) ⚭ 1619 Christiane van Erbach (1596–1646)                             | Willem van Nassau-Siegen (1592–1642) ⚭ 1619 Christiane van Erbach (1596–1646)                             | Willem van Nassau-Siegen (1592–1642) ⚭ 1619 Christiane van Erbach (1596–1646)                             | Willem van Nassau-Siegen (1592–1642) ⚭ 1619 Christiane van Erbach (1596–1646)                              | Willem van Nassau-Siegen (1592–1642) ⚭ 1619 Christiane van Erbach (1596–1646)     | Willem van Nassau-Siegen (1592–1642) ⚭ 1619 Christiane van Erbach (1596–1646)     | Willem van Nassau-Siegen (1592–1642) ⚭ 1619 Christiane van Erbach (1596–1646)               | Willem van Nassau-Siegen (1592–1642) ⚭ 1619 Christiane van Erbach (1596–1646)            |